# 大木康
大木 康（おおき やすし、1959年1月4日 - ）は、日本の中国文学・文化学者。明末江南地方における通俗文芸、出版文化、科挙制度と知識人、民衆、女性学、民間詩歌などを研究した。東京大学東洋文化研究所教授。

## 経歴
1959年、神奈川県横浜市生まれ。開成高校を経て、1981年、東京大学文学部.中国文学専攻卒業。1983年、同大学大学院人文科学研究科修士課程修了。その後は同大学博士課程に進み、1984年から1985年まで上海・復旦大学に留学。1986年、東京大学博士課程単位取得退学、同年東京大学東洋文化研究所助手。
1988年、広島大学文学部講師。1989年、同助教授。1991年、東京大学文学部助教授。1998年、学位論文「馮夢龍「山歌」の研究」を東京大学に提出し、博士 (文学)を取得。2001年、東京大学東洋文化研究所助教授併任となり、2002年に同研究所助教授に配置転換された。2003年、同教授。 2012年から2014年まで所長を務めた。2024年、東京大学を定年退職、名誉教授。
学会では、2021年から2025年まで日本中国学会理事長を務めた。
国外では、1999年Harvard-Yenching Institute Visiting Scholar（～2000）、2006年台湾国立中央大学中文系客員教授（～2007）、2011年香港嶺南大学中文系客員教授（～2012）、2015年台湾大学台湾文学研究所客員教授（〜2016）、2020年香港大学中文学院客員教授（〜2021）、2024年台湾国立中央大学中文系客員教授（～2025）、2025年台湾国立成功大学中文系客員教授。

## 受賞・栄典
- 2000年 - 東方学会賞（論文「黄牡丹詩会―明末清初江南文人点描」（「東方学」第99輯）およびこれと関連する研究活動[6]）

## 著作

### 著書
- 『明末のはぐれ知識人－馮夢龍と蘇州文化』講談社選書メチエ 1995年
- 『不平の中国文学史』筑摩書房 1996年
- 『中国明清時代の文学』放送大学教育振興会 2001年
- 『中国近世小説への招待 才子と佳人と豪傑と』(NHKライブラリー)日本放送出版協会 2001年
- 『中国遊里空間 明清秦淮妓女の世界』青土社 2002年
  - 中国語訳：台北　聯経出版　2007年
- 『馮夢龍『山歌』の研究 中国明代の通俗歌謡』勁草書房 2003年
  - 中国語訳：上海　復旦大学出版社　2017年
- 『明末江南の出版文化』研文出版 2004年　
  - 韓国語訳：ソウル　ソミョン出版　2007年
  - 中国語訳：上海　上海古籍出版社　2014年
- 『原文で楽しむ明清文人の小品世界』集広舎 2006年
  - 中国語訳：上海　復旦大学出版社　2015年
- 『明清文学の人びと 職業別文学誌』創文社　2008年
- 『「史記」と「漢書」－中国文化のバロメーター』岩波書店〈書物誕生〉2008年
  - 韓国語訳：ソウル　Cheonjiin Publishing Co. 2010年
  - 中国語訳：北京　生活・読書・新知三聯書店　2021年）
- 『中国明末のメディア革命－庶民が本を読む』刀水書房〈世界史の鏡〉2009年
  - 韓国語訳：ソウル　延世大学校大学出版文化院　2013年）
- 『冒襄と『影梅庵憶語』の研究』汲古書院　2010年
  - 中国語訳：台北　里仁書局　2013年
- 『中国人はつらいよ－その悲惨と悦楽』PHP新書、2015年
- 『蘇州花街散歩　山塘街の物語』汲古書院　2017年
- 『馮夢龍と明末俗文学』汲古書院　2018年
- 『明清江南社会文化史研究』汲古書院　2020年
- 『明清戯曲俗曲雑考』復旦大学出版社　2021年
- 『晩明風雅』香港城市大学出版社　2022年

### 共著
- 新しい中国文学史　近世から現代まで（藤井省三、ミネルヴァ書房 1997年）
- Shan'ge the 'Mountain Songs'（英語版）（Paolo Santangeloと共著、Brill 2011年）

### 翻訳
- 山の郵便配達 彭見明（集英社　2001年、集英社文庫　2007年）
- 中国古典小説選12．笑林・笑賛・笑府他―歴代笑話　（明治書院　2008年）
- 現代語訳　司馬遷 史記（編訳：ちくま新書　2011年）